# Уилкинсон, Норман
Норман Уилкинсон (англ. Norman Wilkinson; 1878—1971) — английский художник-маринист, удостоен в 1948 году ордена Британской империи (командор).
Во время Первой мировой войны, будучи офицером военно-морского флота, разработал особую схему маскировки для военных кораблей — так называемый ослепляющий камуфляж.

## Биография
Родился 24 ноября 1878 года в Кембридже.
Посещал школу Berkhamsted School в Хартфордшире, затем St. Paul’s Cathedral Choir School в Лондоне.
Свои ранние произведения стал создавать в окрестностях Портсмута и Корнуолла, обучался в Southsea School of Art (в пригороде Портсмута), где позже был учителем. Брал уроки у мариниста Луи Грира. В возрасте 21 года обучался живописи в Париже, и уже там заинтересовался морской тематикой. Свою карьеру художника начал как иллюстратор в 1898 году, когда его работы были впервые приняты изданием Illustrated London News, с которым он сотрудничал много лет. Также работал плакатистом.
Во время Первой мировой войны Уилкинсон служил в подразделении Royal Naval Volunteer Reserve Англии, осуществляя патрулирование подводных лодок, выполнял минные операции на военно-морской базе Девонпорт. Будучи свидетелем гибели английских кораблей от нападений подводных лодок Германии, Уилкинсон озадачился вопросом маскирования кораблей, чтобы их параметры трудно было определить через перископы подлодок. Таким образом, он предложил специальную окраску кораблей — ослепляющий камуфляж, который затруднял определение расстояния до кораблей, их скорости движения и курса. После Первой мировой войны были некоторые разногласия по поводу того, кто же был автором защитного окрашивания кораблей, но в результате судебного процесса Уилкинсон был официально объявлен изобретателем ослепляющего камуфляжа и получил денежную компенсацию.
Во время Второй мировой войны Уилкинсон также занимался камуфляжем, но не морских судов, а аэродромов. Ему пришлось много переезжать с места на место и он делал зарисовки в течение всей войны. В сентябре 1944 года состоялась выставка The War at Sea, на которой 52 работы художника были показаны в Лондонской Национальной галерее. В 1945 и 1946 годах выставка побывала в Австралии и Новой Зеландии.
В 1906 году Уилкинсон был избран членом Royal Institute of Painters in Water Colours, став его президентом в 1936 году и занимая этот пост до 1963 года. В 1919 году он был избран почетным маринистом в Royal Yacht Squadron. Был также членом многих английских и шотландских художественных обществ.
Умер Норман Уилкинсон 31 мая 1971 года.

## Труды

Некоторые работы
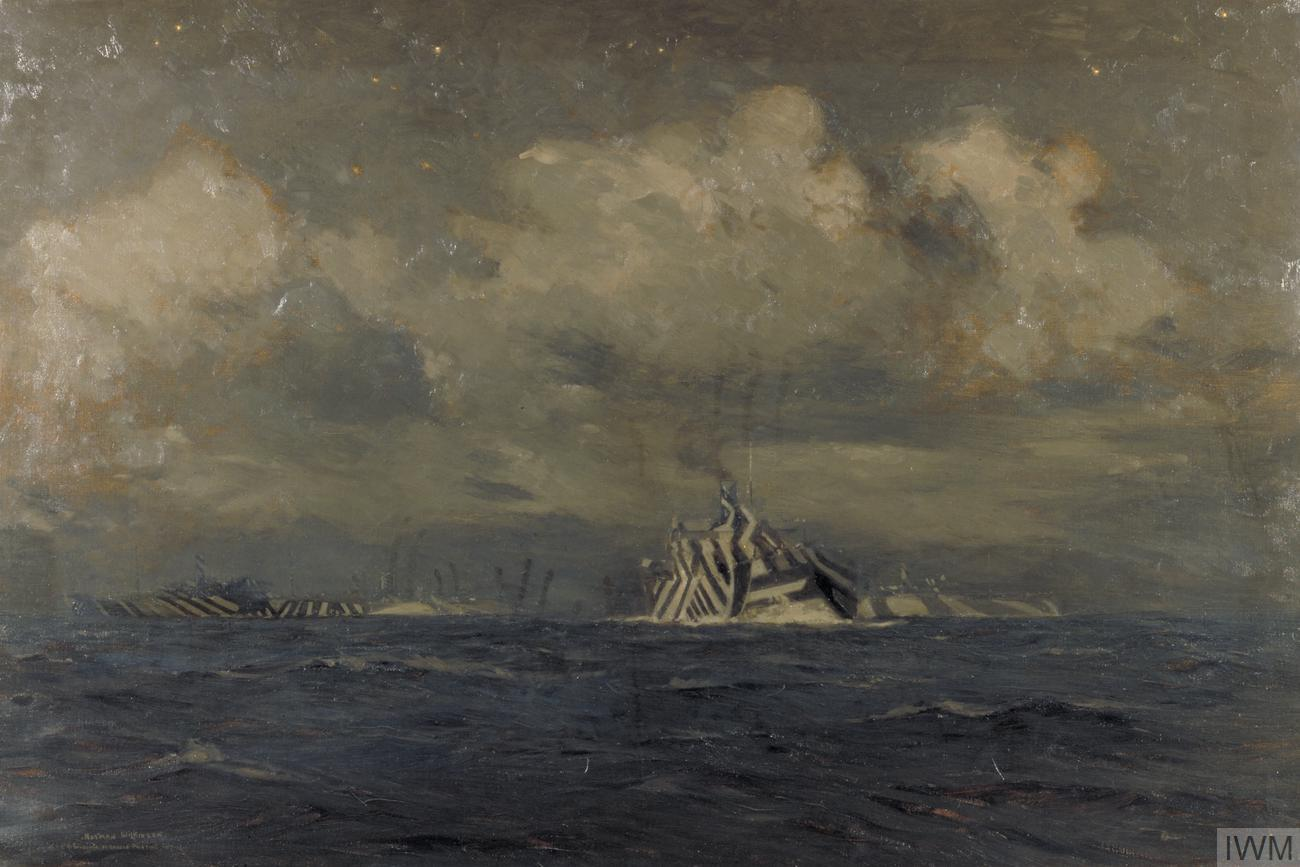
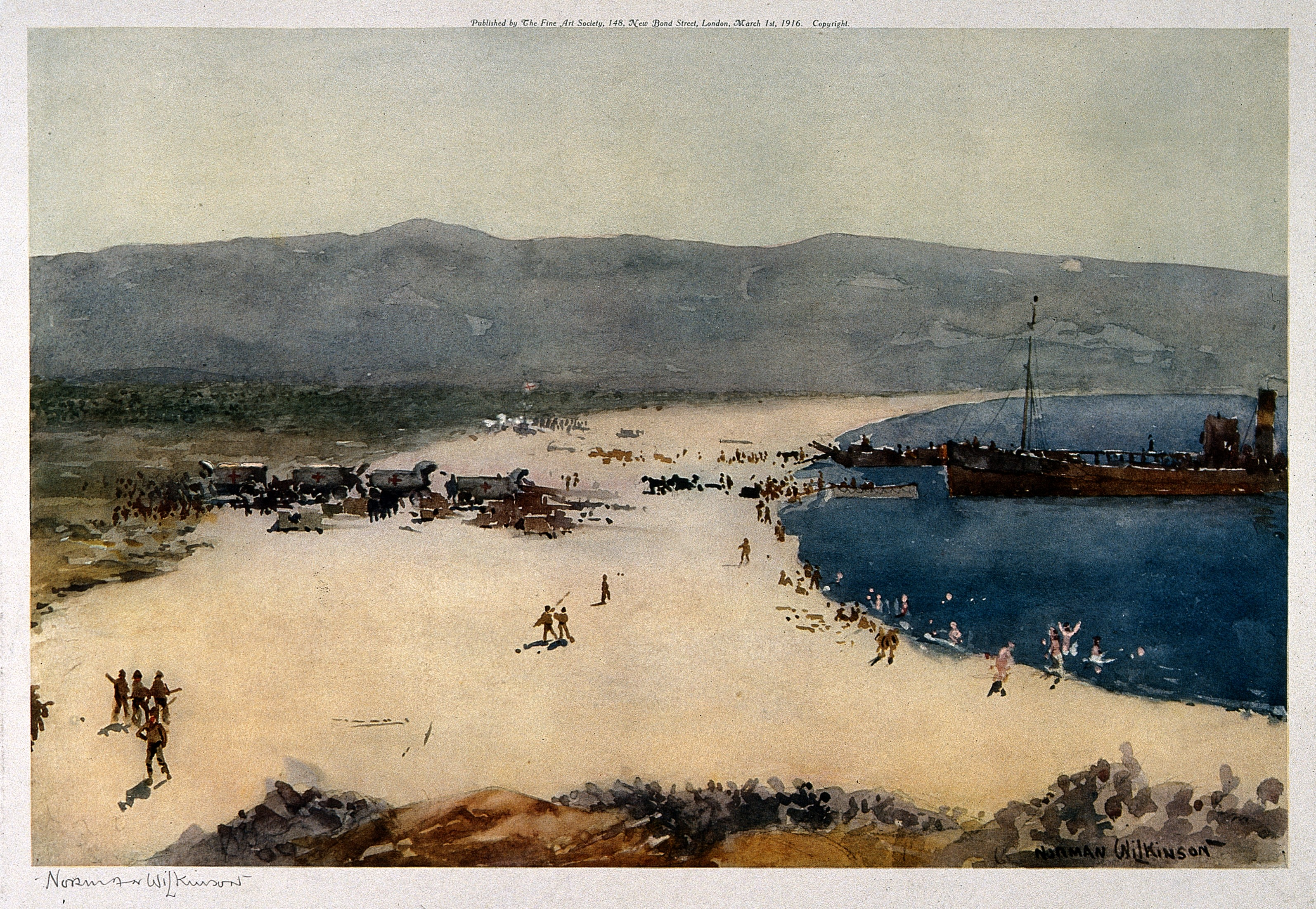
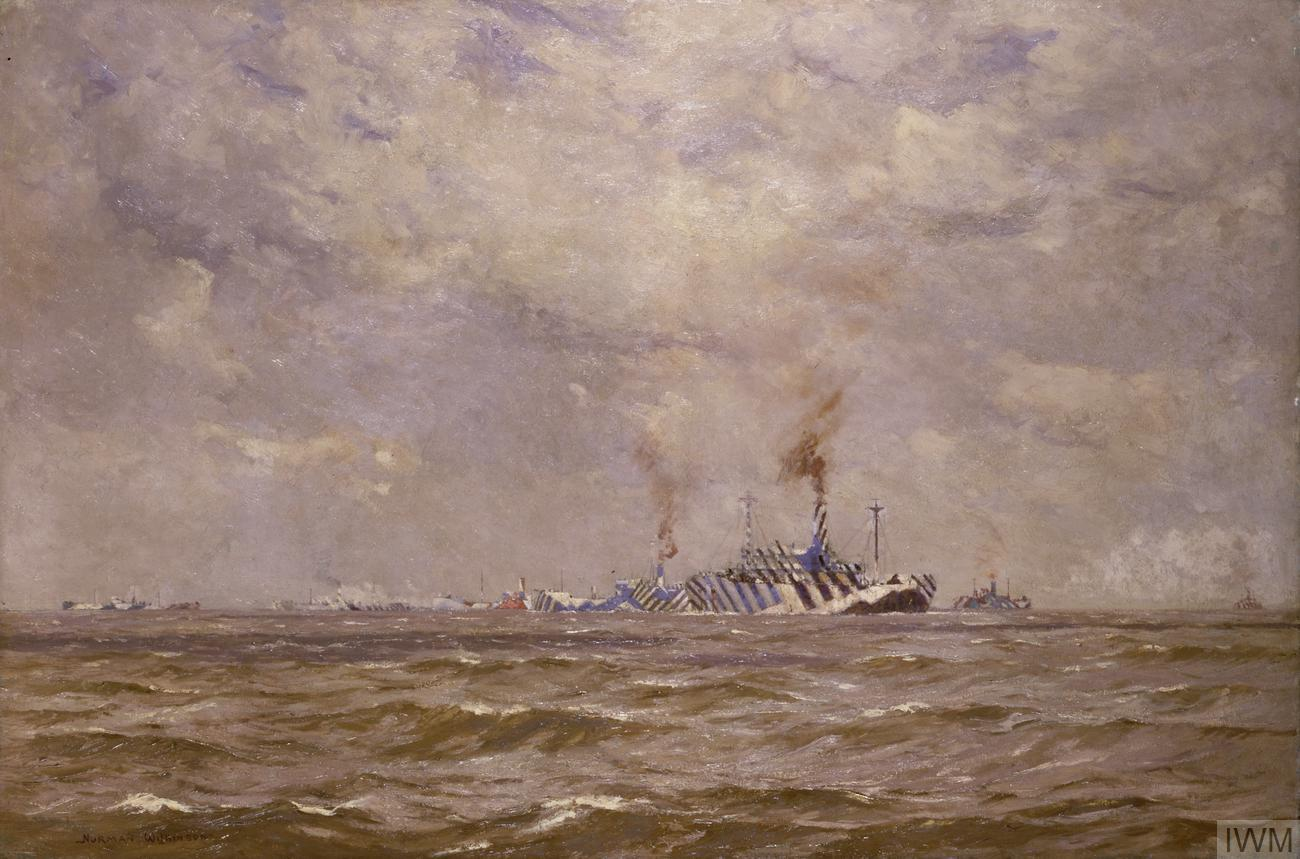
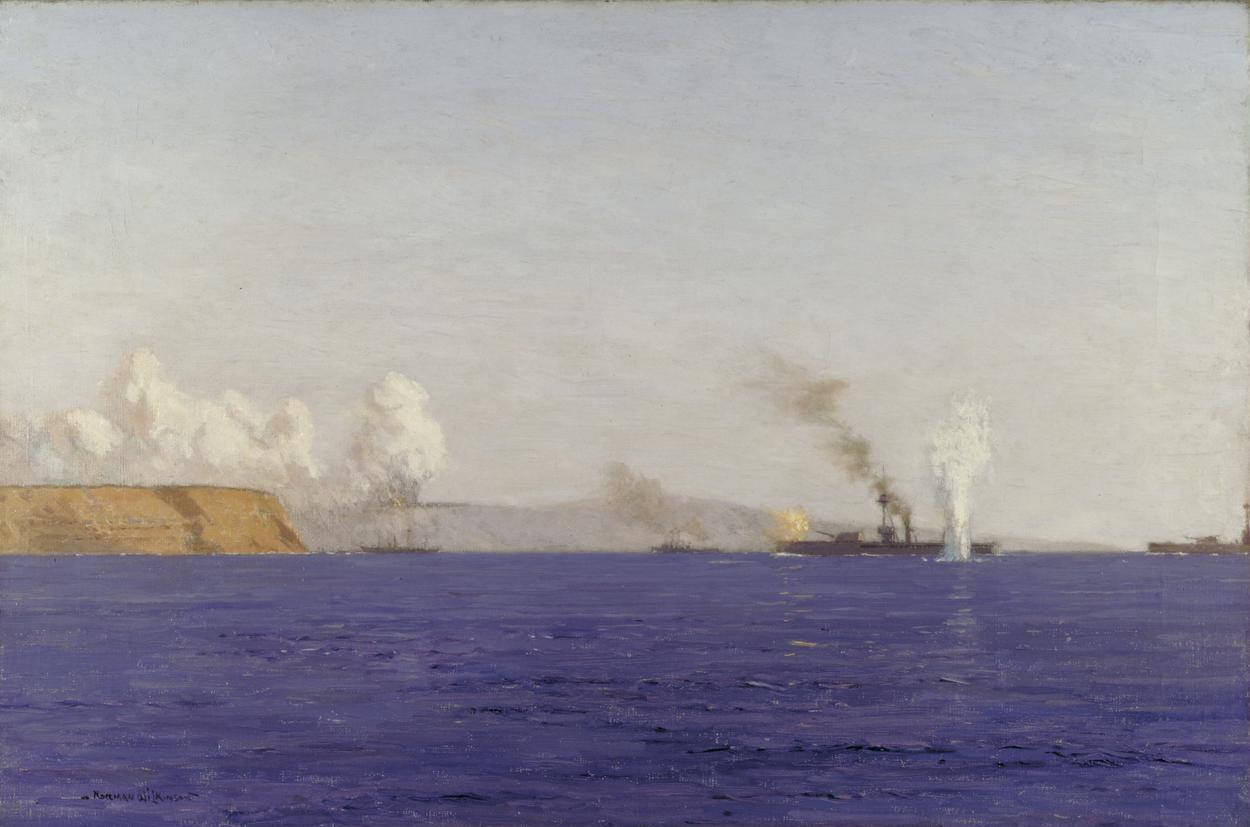